# 청두 민주화 요구 현수막 사건
청두 민주화 요구 현수막 사건(중국어 간체자: 成都要求民主化的横幅事件, 병음: Chéngdū yāoqiú mínzhǔ huà de héngfú shìjiàn)은 2025년 4월 15일 새벽에 차뎬쯔 고속터미널 인근 육교에 민주주의•정치계혁을 요구하는 현수막이 걸린 사건이다. 2025년 4월 15일 누리소통망X의 ‘리선생은 네 선생이 아니다’ 계정이 이날 새벽으로 추정되는 시간에 청두의 한 육교에 흰 바탕에 붉은 글씨가 써진 3개의 현수막이 걸렸다.

## 배경
- 중국의 경기침체와 언론탄압과 일당독재 체제에 불만 가속화.
- 2018년 시진핑이 ‘10년·연임’ 임기 제한을 제거 하면서 1인 독재체제 성립.
- 경기침체로 인한 실업자 증가로 경기 악화.
- 중국 공산당의 2022년 11월 백지시위 탄압.
- 시진핑 정권의 중화인민공화국 헌법 질서 훼손.
- 중국공산당 지도부의 극단적인 권위주의적 정책.

## 현수막 내용
2025년 6월 15일 새벽으로 추정되는 시각에 중국 쓰촨성 청두시에 위치한 한 육교에 흰 바탕에 붉은 글씨로 작성된 현수막 3개가 설치되었다.
중국어:  中国不需要谁指明方向，民主才是方向、
" “중국은 누가 방향을 제시할 필요가 없다. 민주주의가 바로 방향이다” "

중국어:  人民不需要权力不受约束、责任不可追问的政党
" “인민은 권력을 견제받지 않고 책임도 물을 수 없는 정당을 필요로 하지 않는다”"

중국어:  没有政治体制改革，就没有民族复兴
" “정치체제 개혁 없이는 민족 부흥도 없다”"